# Лизогенный цикл

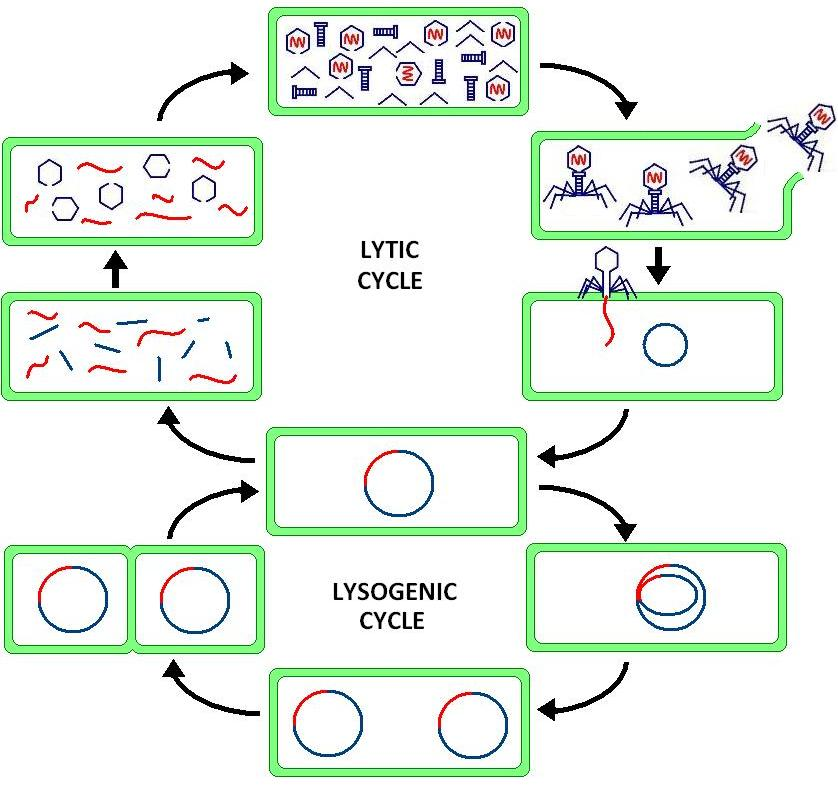
Лизогенный цикл в сравнении с литическим

Лизоге́нный цикл, или лизогени́я (англ. Lysogenic cycle) — тип жизненного цикла бактериофагов, при котором фаг встраивает свой геном в геном бактерии и удваивается при каждом делении клетки (такая стадия жизненного цикла вируса называется профагом), то есть не убивает клетку-хозяина сразу, в отличие от литического цикла. Фаги, имеющие лизогенный жизненный цикл, называются умеренными. Многие фаги могут переходить от литического цикла к лизогенному и обратно.

## Механизм и регуляция

Схема лизогенного цикла. 1 — бактериальная клетка, её ДНК показана зелёным. 2 — Бактериофаг прикрепляется к клетке и впрыскивает в неё свою ДНК (показана красным). 3 — ДНК фага плавает в цитоплазме бактерии. 4 — ДНК фага интегрируется в геномную ДНК бактерии, становясь профагом. 5, 6 — Профаг остаётся в клеточном геноме, удваиваясь вместе с ним при делении клетки

Лизогения запускается при блокировке литического цикла. Так, баланс между литическим и лизогенным циклом у фага λ зависит от двух белков: репрессора, необходимого для лизогении, и белка Cro, без которого полный литический цикл невозможен. Эти белки синтезируются на ранней стадии и при литическом цикле, и при лизогенном. Эти два белка конкурируют за связывание с определённым оператором. Если белок cII, необходимый для перехода к лизогении, сможет стимулировать образование такого количества репрессора, чтобы он противодействовал Cro, то будет сохраняться лизогения, в противном случае фаг переключится на литическую программу. Именно белок-репрессор, кодируемый геном cI, поддерживает лизогению и блокирует транскрипцию ранних генов литического цикла, связываясь с ключевыми операторами OL и OR, предотвращая транскрипцию гена cro, без белкового продукта которого литический цикл невозможен. Чтобы связываться с операторами, репрессор должен иметь димерную форму. Более того, для поддержания лизогении необходимо присутствие его димеров. Репрессор связывается с ДНК с помощью мотива «спираль-поворот-спираль», причём димеры репрессора связываются с оператором кооперативно.
Лизогенный фаг делает бактериальную клетку невосприимчивой к заражению фагами, которые имеют такую же область невосприимчивости. Область невосприимчивости — это участок ДНК, который содержит левый и правый операторы, гены cI и cro.
Связывание репрессора λ с операторами одновременно блокирует литический цикл и поддерживает синтез самого репрессора. Он связывается с оператором OL и блокирует транскрипцию гена N, способствующему переходу к литической фазе, а связывание репрессора с OR не только блокирует транскрипцию гена cro, но и необходимо для транскрипции гена cI, который и кодирует репрессор.
Для развития полноценного лизогенного цикла необходима экспрессия генов cII и cIII. Их белковые продукты необходимы, чтобы РНК-полимераза начала транскрипцию генов, кодирующих белки лизогении, кроме того, cIII защищает cII от деградации. Одновременно подавляется экспрессия cro и стабилизируется экспрессия репрессора.
Когда репрессор образует контур поддержания собственного синтеза, ДНК фага встраивается в геномную ДНК бактерии. Встраивание обеспечивается белковым продуктом гена int, который также входит в лизогенный регуляторный контур.